# Insuetaspis paradoxus
Insuetaspis paradoxus is een keversoort uit de familie boktorren (Cerambycidae). De wetenschappelijke naam van de soort is voor het eerst geldig gepubliceerd in 1992 door Galileo & Martins.